# Liste der Baudenkmäler in Gevelsberg

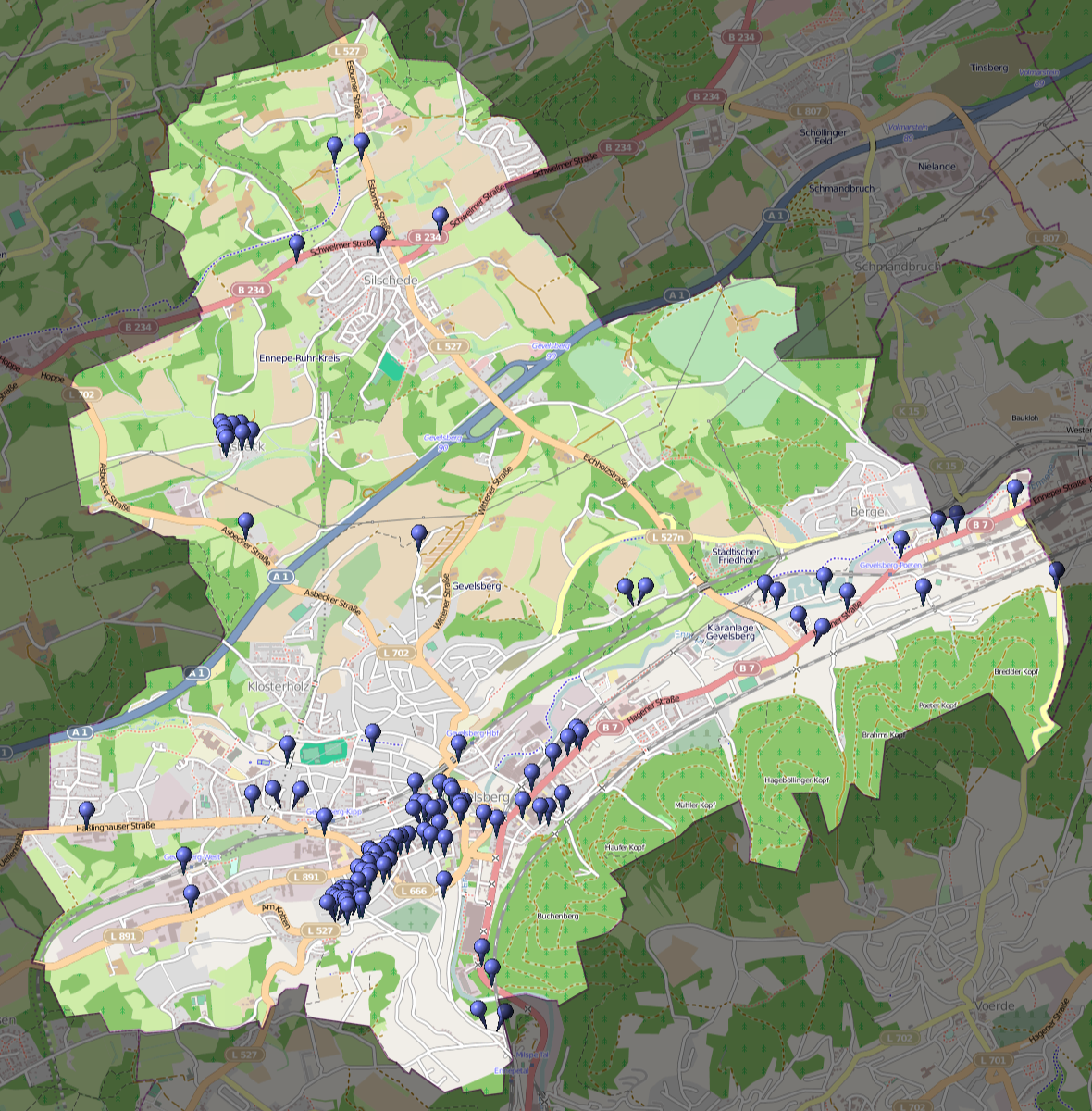
Lagekarte aller Baudenkmäler in Gevelsberg

Die Liste der Baudenkmäler in Gevelsberg enthält die denkmalgeschützten Bauwerke auf dem Gebiet der Stadt Gevelsberg im Ennepe-Ruhr-Kreis in Nordrhein-Westfalen (Stand: September 2011). Diese Baudenkmäler sind in der Denkmalliste der Stadt Gevelsberg eingetragen; Grundlage für die Aufnahme ist das Denkmalschutzgesetz Nordrhein-Westfalen (DSchG NRW).

## Baudenkmäler
Diese Liste umfasst, falls vorhanden, eine Fotografie des Denkmals, als Bezeichnung den Gebäudetyp und/oder den Namen, die Adresse des Baudenkmals, eine kurze Beschreibung sowie, sofern bekannt, die Bauzeit.
Die laufende Nummer 81 der Liste wurde wieder gestrichen. Das Denkmal mit der Nr. 106, eine Grabplatte, gilt seit 2011 als „nicht mehr auffindbar“ und ist verschwunden.
| Bild                                                                      | Bezeichnung                                                               | Lage                                                                      | Beschreibung | Bauzeit        | Eingetragen seit                      | Denkmal- nummer |
| ------------------------------------------------------------------------- | ------------------------------------------------------------------------- | ------------------------------------------------------------------------- | --- | -------------- | ------------------------------------- | --------------- |
| Schieferhaus                                                              | Schieferhaus                                                              | Gevelsberg Elberfelder Straße 37 Karte                                    | verschiefertes Fachwerkwohnhaus | um 1850        | 16. Februar 1983                      | 1               |
| weitere Bilder                                                            | Schieferhaus                                                              | Gevelsberg Elberfelder Straße 41 Karte                                    | |                | 16. Februar 1983                      | 2               |
| weitere Bilder                                                            | Ehemalige Brennerei Saure                                                 | Gevelsberg Elberfelder Straße 39 Karte                                    | Ensemble aus Produktionsgebäude (zweieinhalbgeschossiger Bachsteinbau), Pferdestall und Wohnhaus der ehem. Brennerei Saure                                                                                    | 1888           | 16. Februar 1983                      | 3               |
| weitere Bilder                                                            | Ehemaliges Postdienstgebäude (Putz-Villa)                                 | Gevelsberg Brüderstraße 3 Karte                                           | |                | 30. September 1985                    | 4               |
| weitere Bilder                                                            | Engelbert-Denkmal                                                         | Gevelsberg Elberfelder Straße (Ecke Im Stift) Karte                       | Sandsteinmonument im Stil der Neuen Sachlichkeit | 1925           | 30. September 1985                    | 5               |
| weitere Bilder                                                            | Putz-/Klinkergebäude (Villa)                                              | Gevelsberg Elberfelder Straße 1 Karte                                     | |                | 1. Oktober 1985                       | 6               |
| Putzgebäude                                                               | Putzgebäude                                                               | Gevelsberg Elberfelder Straße 4 Karte                                     | |                | 1. Oktober 1985                       | 7               |
| Schieferhaus                                                              | Schieferhaus                                                              | Gevelsberg Elberfelder Straße 7 Karte                                     | |                | 1. Oktober 1985                       | 8               |
| weitere Bilder                                                            | Schieferhaus                                                              | Gevelsberg Elberfelder Straße 10 Karte                                    | |                | 1. Oktober 1985                       | 9               |
| weitere Bilder                                                            | Putz-Klinkergebäude                                                       | Gevelsberg Elberfelder Straße 12 Karte                                    | |                | 1. Oktober 1985                       | 10              |
| weitere Bilder                                                            | Klinkergebäude                                                            | Gevelsberg Elberfelder Straße 17 Karte                                    | |                | 1. Oktober 1985                       | 11              |
| Schieferhaus                                                              | Schieferhaus                                                              | Gevelsberg Elberfelder Straße 20 Karte                                    | |                | 1. Oktober 1985                       | 12              |
| Fachwerkhaus                                                              | Fachwerkhaus                                                              | Gevelsberg Elberfelder Straße 28 Karte                                    | teilverschiefertes Wohngebäude |                | 1. Oktober 1985                       | 13              |
| weitere Bilder                                                            | Schieferhaus                                                              | Gevelsberg Elberfelder Straße 45 Karte                                    | |                | 1. Oktober 1985                       | 14              |
| Bruchsteinhaus/sog. Korn- und Zehnthaus                                   | Bruchsteinhaus/sog. Korn- und Zehnthaus                                   | Gevelsberg Im Stift 5 Karte                                               | |                | 1. Oktober 1985                       | 15              |
| weitere Bilder                                                            | Neues Äbtissinnen-Haus                                                    | Gevelsberg Im Stift 6 Karte                                               | zweigeschossiges Schieferhaus mit Bruchsteinsockel im Stil des Klassizismus, 2005 Umbau des Wohnhauses | 1805           | 1. Oktober 1985                       | 16              |
| weitere Bilder                                                            | Fachwerkgebäude/Altes Äbtissinnenhaus                                     | Gevelsberg Im Stift 9 Karte                                               | zweigeschossiges Fachwerkhaus, bestehend aus jüngerem Vorderhaus und älterem Hinterhaus, ehem. Konventhaus des Zisterzienserinnenklosters bzw. späteren Damenstifts, 1996/97 Sanierung und Umbau zum Wohnhaus | 16.–17. Jh.    | 1. Oktober 1985                       | 17              |
| Schieferhaus                                                              | Schieferhaus                                                              | Gevelsberg Winkelstraße 7 (heutige Hausnummer: 9) Karte                   | |                | 1. Oktober 1985                       | 18              |
| Schieferhaus                                                              | Schieferhaus                                                              | Gevelsberg Winkelstraße 11 Karte                                          | |                | 1. Oktober 1985                       | 19              |
| Fachwerkhaus                                                              | Fachwerkhaus                                                              | Gevelsberg Mittelstraße 13 Karte                                          | |                | 1. Oktober 1985                       | 20              |
| weitere Bilder                                                            | Schieferhaus (ehemaliges Herrenhaus)                                      | Gevelsberg Hagener Straße 337 Karte                                       | Wohnhaus mit Empire-Dekor-Elementen, in den 1990er Jahren restauriert, Grundstückseinfriedung mit filigranem Eisengitter (Bestandteil des Denkmaleintrags)                                                    |                | 1. Oktober 1985                       | 21              |
| Fachwerkhaus (teilweise verschiefert)                                     | Fachwerkhaus (teilweise verschiefert)                                     | Gevelsberg Hagener Straße 425 Karte                                       | Hotel/Restaurant „Am Vogelsang“ |                | 1. Oktober 1985                       | 22              |
| weitere Bilder                                                            | Gut Rocholz, Schloss-Anlage                                               | Berge Rocholzallee 41 (heutige Anschrift: Gut Rocholz 1–33) Karte         | Hofanlage mit schlossähnlichem, von einem Wassergraben umgebene Hauptgebäude mit Nebenhaus und weiteren ehem. landwirtschaftlich genutzten Gebäuden, alle von Sandstein-Mauerwerk geprägt                     | 1669           | 1. Oktober 1985                       | 23              |
| weitere Bilder                                                            | Fachwerkhof                                                               | Asbeck Am Linnerhof 7 Karte                                               | |                | 1. Oktober 1985                       | 24              |
| Schieferhaus (ohne Anbau)                                                 | Schieferhaus (ohne Anbau)                                                 | Gevelsberg Elberfelder Straße 34 Karte                                    | |                | 4. Oktober 1985                       | 25              |
| weitere Bilder                                                            | Fachwerkhaus (teilweise verschiefert)                                     | Gevelsberg Mittelstraße 80 Karte                                          | |                | 3. Dezember 1985                      | 26              |
| weitere Bilder                                                            | Evang. Kirche Silschede                                                   | Silschede Kirchstraße Karte                                               | Hallenkirche im gotischen Baustil des Historismus, Sandstein-Mauerwerk, Langhaus mit Schieferdach, 1991–2001 mehrfach restauriert                                                                             | 1890           | 2. Dezember 1985                      | 27              |
| Putz-Gebäude                                                              | Putz-Gebäude                                                              | Gevelsberg Neustraße 5 Karte                                              | |                | 27. März 1986                         | 28              |
| weitere Bilder                                                            | Arbeiter-Siedlung                                                         | Gevelsberg Bredderbruchstraße 70–80 Karte                                 | drei Doppelhaus-Gruppen mit Backsteinfassaden und rückseitigen Fachwerkschuppen, 1995 modernisiert | 1899–1902      | 7. April 1986                         | 29              |
| Schiefer-Natursteingebäude                                                | Schiefer-Natursteingebäude                                                | Asbeck Asbecker Straße 144 Karte                                          | Teil des Hofs „Iserbecke“ (benannt nach dem dortigen Bach) |                | 13. Mai 1986                          | 30              |
| weitere Bilder                                                            | Putz-Villa                                                                | Gevelsberg Brüderstraße 28 Karte                                          | |                | 13. Mai 1986                          | 31              |
| Putz-Villa                                                                | Putz-Villa                                                                | Gevelsberg Goethestraße 25 Karte                                          | |                | 13. Mai 1986                          | 32              |
| Putz-Eckgebäude                                                           | Putz-Eckgebäude                                                           | Gevelsberg Hagener Straße 75 Karte                                        | |                | 13. Mai 1986                          | 33              |
| Schieferhaus (teilweise verschalt)                                        | Schieferhaus (teilweise verschalt)                                        | Gevelsberg Hagener Straße 76 Karte                                        | dreigeschossiges Wohn- und Geschäftshaus in gründerzeitlichem Stil, 1987–1995 restauriert |                | 13. Mai 1986                          | 34              |
| weitere Bilder                                                            | Fachwerkhaus (teilweise verputzt)                                         | Berge Rocholzallee 10 (heutige Hausnummer: 40) Karte                      | ehem. Garnbleicherei, genannt „Bleichhütte“, Gesindewohnhaus zu Rocholz, nach 1946 umgebaut | 18. Jh.        | 13. Mai 1986                          | 35              |
| weitere Bilder                                                            | Ehemalige Schule                                                          | Gevelsberg Mittelstraße 88 Karte                                          | |                | 4. Juni 1986                          | 36              |
| weitere Bilder                                                            | Putz-Doppelhaus                                                           | Gevelsberg Brüderstraße 13–15 Karte                                       | |                | 3. Juni 1986                          | 37              |
| Wohnsiedlung                                                              | Wohnsiedlung                                                              | Gevelsberg Heideschulstraße 26+28, 38+40 und Asternstraße 1+3, 2+4 Karte  | |                | 3. Juni 1986                          | 38              |
| Schieferhaus-Villa                                                        | Schieferhaus-Villa                                                        | Gevelsberg Heideschulstraße 44 Karte                                      | |                | 3. Juni 1986                          | 39              |
| weitere Bilder                                                            | Putz-Eckhaus                                                              | Gevelsberg Mittelstraße 30 Karte                                          | |                | 3. Juni 1986                          | 40              |
| Putz-Gebäude                                                              | Putz-Gebäude                                                              | Gevelsberg Wittener Straße 1 Karte                                        | |                | 3. Juni 1986                          | 41              |
| Putz-Gebäude                                                              | Putz-Gebäude                                                              | Gevelsberg Mittelstraße 47 Karte                                          | |                | 3. Juni 1986                          | 42              |
| Schiefer-Eckhaus                                                          | Schiefer-Eckhaus                                                          | Gevelsberg Milskotter Straße 2 Karte                                      | |                | 3. Juni 1986                          | 43              |
| Klinker-Villa                                                             | Klinker-Villa                                                             | Gevelsberg Mylinghauser Straße 16 Karte                                   | |                | 3. Juni 1986                          | 46              |
| Friedenskirche                                                            | Friedenskirche                                                            | Gevelsberg Schillerstraße 16 Karte                                        | |                | 3. Juni 1986                          | 47              |
| Doppel-Villa (östliche Gebäudehälfte)                                     | Doppel-Villa (östliche Gebäudehälfte)                                     | Gevelsberg Schillerstraße 19 Karte                                        | |                | 3. Juni 1986                          | 48              |
| Doppel-Villa (westliche Gebäudehälfte)                                    | Doppel-Villa (westliche Gebäudehälfte)                                    | Gevelsberg Schillerstraße 19a Karte                                       | |                | 3. Juni 1986                          | 49              |
| weitere Bilder                                                            | Putz-/Klinkerbau                                                          | Gevelsberg Südstraße 4 Karte                                              | |                | 3. Juni 1986                          | 50              |
| Schieferhaus (Villa)                                                      | Schieferhaus (Villa)                                                      | Gevelsberg Rosendahler Straße 132 Karte                                   | |                | 3. Juni 1986                          | 51              |
| weitere Bilder                                                            | Ehemaliges Fabrik-Gebäude, Kornbrennerei, ehemals Niedernberg + Krüner    | Gevelsberg Hagener Straße 257 (heutige Anschrift: Am Hagebölling 1) Karte | Ensemble aus ehem. Brennerei-, Abfüll- und Verwaltungsgebäude, Backsteinfassaden, 1996/97 Umbau der Brennerei zu Begegnungszentrum                                                                            | 1888           | 3. Juni 1986                          | 52              |
| weitere Bilder                                                            | Klinkergebäude                                                            | Gevelsberg Haßlinghauser Straße 219 Karte                                 | Fabrikgebäude aus Backstein-Mauerwerk |                | 4. Juni 1986                          | 53              |
| weitere Bilder                                                            | Schiefer-Doppelhaus                                                       | Gevelsberg Am Wunderbau 1–3 Karte                                         | |                | 22. Juli 1986                         | 54              |
| Bruchsteingebäude                                                         | Bruchsteingebäude                                                         | Asbeck Am Linnerhof 11 Karte                                              | ursprünglich Tagelöhnerhaus des Linner Hofes, zwischenzeitlich als Heck- bzw. Winkelschule genutzt, heute Wohnhaus                                                                                            | 17. o. 18. Jh. | 1. August 1986                        | 55              |
| Fachwerkhaus                                                              | Fachwerkhaus                                                              | Gevelsberg Asker Straße 52 Karte                                          | Gebäude im Bereich „In der Aske“ |                | 1. August 1986                        | 56              |
| Fachwerkhaus                                                              | Fachwerkhaus                                                              | Berge Westfelder Straße 67 Karte                                          | Haus im Bereich „Westfeld“ |                | 3. Oktober 1986                       | 57              |
| Fachwerkhaus                                                              | Fachwerkhaus                                                              | Berge Westfelder Straße 69 Karte                                          | Haus im Bereich „Westfeld“ |                | 3. Oktober 1986                       | 58              |
| weitere Bilder                                                            | Evang. Erlöserkirche                                                      | Gevelsberg Elberfelder Straße (16) Karte                                  | |                | 13. Oktober 1986                      | 59              |
| weitere Bilder                                                            | Friedhof an der Erlöserkirche                                             | Gevelsberg Elberfelder Straße (16) Karte                                  | |                | 13. Oktober 1986                      | 60              |
| Fachwerkhaus (Eintragungsumfang reduziert)                                | Fachwerkhaus (Eintragungsumfang reduziert)                                | Silschede Esborner Straße 51 Karte                                        | ehem. Gaststätte „Am Kaufmannshaus“, heute Wohnhaus | 1823           | 13. Oktober 1986 Änderung: 23.11.1989 | 61              |
| Putz-/Klinker-Doppelhaus                                                  | Putz-/Klinker-Doppelhaus                                                  | Gevelsberg Hagener Straße 65–67 Karte                                     | |                | 13. Oktober 1986                      | 62              |
| weitere Bilder                                                            | Putz-Klinker-Gebäude                                                      | Gevelsberg Hagener Straße 289 Karte                                       | |                | 13. Oktober 1986                      | 63              |
| weitere Bilder                                                            | Fachwerk-Hof (Beermanns-Hof)                                              | Asbeck Neuenlander Straße 64 Karte                                        | Gehöft in Ausprägung des 18./19. Jh., ein Fachwerk-Wohnhaus mit giebelseitig vorgesetztem Backstein-Stallgebäude und eine Fachwerk-Scheune                                                                    | vor 1824       | 13. Oktober 1986                      | 64              |
| Schieferhaus                                                              | Schieferhaus                                                              | Gevelsberg Neustraße 16 Karte                                             | |                | 13. Oktober 1986                      | 65              |
| Hof-Anlage                                                                | Hof-Anlage                                                                | Silschede Schwelmer Straße 221 Karte                                      | Hof „Sassenhaus“ |                | 13. Oktober 1986                      | 66              |
| weitere Bilder                                                            | Schiefer-Doppelhaus                                                       | Berge Am Hammerteich 31-33 Karte                                          | ehemaliges Arbeiterwohnhaus, teilverschiefertes Fachwerkgebäude, zu den ehemaligen Hammerwerken und der Mühle gehörend                                                                                        | um 1850        | 12. Dezember 1986                     | 67              |
| Brücke über die ehemalige Kohlenbahn                                      | Brücke über die ehemalige Kohlenbahn                                      | Silschede Auf der Illberg Karte                                           | Straßenbrücke im Bereich Ilberg über die Trasse der ehem. Bahnstrecke Schee–Silschede | 1887–1889      | 4. Februar 1987                       | 68              |
| Villa                                                                     | Villa                                                                     | Gevelsberg Hagener Straße 260 Karte                                       | Fabrikanten-Villa (zur ehem. Kornbrennerei), zweieinhalbgeschossiges Gebäude im Landhausstil | 1904           | 11. März 1987                         | 70              |
| Gut Sundern (Barock-Herrenhaus)                                           | Gut Sundern (Barock-Herrenhaus)                                           | Asbeck Sunderweg 50 Karte                                                 | |                | 31. März 1987                         | 71              |
| weitere Bilder                                                            | Natursteintreppe und anschl. Einfriedung aus Bruchsteinmauerwerk          | Asbeck Am Deert Karte                                                     | |                | 31. März 1987                         | 72              |
| weitere Bilder                                                            | Einfriedung aus Bruchsteinmauerwerk                                       | Asbeck Am Linnerhof 10 Karte                                              | |                | 31. März 1987                         | 73              |
| weitere Bilder                                                            | Fachwerkhaus (teilweise verkleidet)                                       | Asbeck Neuenlander Straße 58 Karte                                        | |                | 11. März 1987                         | 74              |
| weitere Bilder                                                            | Einfriedung aus Bruchsteinmauerwerk                                       | Asbeck Am Linnerhof 7 Karte                                               | |                | 9. April 1987                         | 75              |
| weitere Bilder                                                            | Empire-Villa                                                              | Gevelsberg Kölner Straße 14–16 Karte                                      | |                | 2. Juli 1987                          | 77              |
| weitere Bilder                                                            | Klinker-Putz-Gebäude                                                      | Gevelsberg Hagener Straße 379 Karte                                       | |                | 2. Juli 1987                          | 78              |
| Villa (Landhaus)                                                          | Villa (Landhaus)                                                          | Gevelsberg Südstraße 35 Karte                                             | |                | 2. Juli 1987 Gartenanlage: 27.10.1987 | 79              |
| Gewölbekeller                                                             | Gewölbekeller                                                             | Gevelsberg Im Stift 7 Karte                                               | Bauteil der ehem. mittelalterlichen Klosterkirche, Lagerraum im Untergeschoss des „Fräuleinchores“, Kellergewölbe bedeutend für die Gründungsgeschichte des Klosters                                          | verm. 13. Jh.  | 30. Juli 1987                         | 80              |
| Fachwerkhaus                                                              | Fachwerkhaus                                                              | Gevelsberg Im Stift 2 Karte                                               | |                | 9. November 1987                      | 82              |
| weitere Bilder                                                            | Klinker-Villa (Stadtbücherei)                                             | Gevelsberg Wittener Straße 13 Karte                                       | zweieinhalbgeschossiges Wohnhaus im Stil des Historismus mit Backsteinfassade und Zwiebeltürmchen auf einem Eck-Erker                                                                                         | 1890           | 24. November 1987                     | 83              |
| weitere Bilder                                                            | Putz-Villa                                                                | Gevelsberg Hagener Straße 365 Karte                                       | |                | 9. November 1987                      | 84              |
| weitere Bilder                                                            | Einfriedung aus Bruchsteinmauerwerk                                       | Asbeck Am Linnerhof 2 Karte                                               | |                | 2. Dezember 1987                      | 85              |
| Sitzbänkchen                                                              | Sitzbänkchen                                                              | Gevelsberg Elberfelder Straße 13 Karte                                    | schmiedeeisernes Treppenaufganggeländer mit zwei seitlichen Sitzbänken am Hauseingang eines verschieferten Wohnhauses                                                                                         | 19. Jh.        | 7. Januar 1988                        | 86              |
| weitere Bilder                                                            | Villa                                                                     | Gevelsberg Wittener Straße 11 Karte                                       | |                | 22. Januar 1988                       | 87              |
| weitere Bilder                                                            | Sitzbänkchen                                                              | Gevelsberg Hagener Straße 49 Karte                                        | |                | 18. Januar 1988                       | 88              |
| weitere Bilder                                                            | Straßenfassade                                                            | Gevelsberg Mittelstraße 86 Karte                                          | |                | 11. April 1988                        | 89              |
| weitere Bilder                                                            | Ehemaliges Bahnhofsgebäude                                                | Gevelsberg Am Westbahnhof 2 Karte                                         | |                | 25. April 1988                        | 90              |
| weitere Bilder                                                            | Kruiner Tunnel                                                            | Gevelsberg Kölner Straße Karte                                            | |                | 25. April 1988                        | 91              |
| weitere Bilder                                                            | Eisenbahnbrücke                                                           | Gevelsberg Stefanstraße Karte                                             | Viadukt übers Stefansbachtal (Stefansbecke) der Elbschetalbahn |                | 25. April 1988                        | 92              |
| weitere Bilder                                                            | Putz-Gebäude                                                              | Gevelsberg Mittelstraße 103 Karte                                         | |                | 26. April 1988                        | 93              |
| weitere Bilder                                                            | Putzgebäude                                                               | Gevelsberg Mittelstraße 105 Karte                                         | |                | 27. April 1988                        | 94              |
| Putz-Gebäude (2-Familien-Wohnhaus)                                        | Putz-Gebäude (2-Familien-Wohnhaus)                                        | Gevelsberg Im Himmel 47 Karte                                             | |                | 12. August 1988                       | 95              |
| Schieferhaus                                                              | Schieferhaus                                                              | Gevelsberg Kölner Straße 115 Karte                                        | |                | 26. Januar 1988                       | 96              |
| Fachwerkhaus mit Nebengebäuden aus Bruchsteinmauerwerk                    | Fachwerkhaus mit Nebengebäuden aus Bruchsteinmauerwerk                    | Silschede Am Hagen 1 Karte                                                | |                | 17. Mai 1989                          | 97              |
| Putz-Gebäude                                                              | Putz-Gebäude                                                              | Gevelsberg Mittelstraße 97 Karte                                          | |                | 16. August 1989                       | 98              |
| Kleineisenschmiede                                                        | Kleineisenschmiede                                                        | Gevelsberg Mittelstraße 105c Karte                                        | |                | 2. Januar 1990                        | 99              |
| Villa                                                                     | Villa                                                                     | Gevelsberg Mylinghauser Straße 20 Karte                                   | |                | 28. Februar 1990                      | 100             |
| Fachwerkhaus                                                              | Fachwerkhaus                                                              | Gevelsberg An der Königsburg 1 Karte                                      | vermutlich gebaut als Altenteilerhaus des ehem. Guts Königsburg | 18. Jh.        | 27. Februar 1990                      | 101             |
| Fachwerkhaus (Straßenfassade holzverschalt, übrige Fassaden verschiefert) | Fachwerkhaus (Straßenfassade holzverschalt, übrige Fassaden verschiefert) | Gevelsberg Sudfeldstraße 5 Karte                                          | zweieinhalbgeschossiges Wohnhaus im Stil des Spätklassizismus | 1892           | 5. November 1990                      | 102             |
| BW                                                                        | Grabplatte unbenannt                                                      | Gevelsberg Elberfelder Straße 28a (Fundort) Karte                         | Grabplatte liegt nach Angaben der Eigentümer in situ im Keller des Gebäudes |                | 4. September 1991                     | 103             |
| BW                                                                        | Grabplatte Nierenhofen                                                    | Gevelsberg Elberfelder Straße 28a Karte                                   | Grabplatte liegt nach Angaben der Eigentümer in situ im Keller des Gebäudes |                | 4. September 1991                     | 104             |
| weitere Bilder                                                            | Grabplatte Ovelacker                                                      | Gevelsberg Elberfelder Straße 44b (Standort) Karte                        | Grabplatte steht in einer Halterung neben der Haustür |                | 4. September 1991                     | 105             |
| Fachwerkhaus (Straßenfassade holzverschalt, übrige Fassaden verschiefert) | Fachwerkhaus (Straßenfassade holzverschalt, übrige Fassaden verschiefert) | Gevelsberg Hagener Straße 25 Karte                                        | |                | 4. September 1991                     | 107             |
| Ehemaliges Verwaltungsgebäude (heute Wohnhaus)                            | Ehemaliges Verwaltungsgebäude (heute Wohnhaus)                            | Gevelsberg Haßlinghauser Straße 41 Karte                                  | |                | 3. September 1991                     | 108             |
| Putz-Gebäude                                                              | Putz-Gebäude                                                              | Gevelsberg Mittelstraße 61 Karte                                          | viereinhalbgeschossiges Gebäude, Wohnhaus mit 1965 umgebautem Ladengeschoss | 1909           | 3. September 1991                     | 109             |
| weitere Bilder                                                            | Putz-Gebäude                                                              | Gevelsberg Wittener Straße 4 Karte                                        | |                | 8. Januar 1993                        | 110             |
| weitere Bilder                                                            | Siedlungsgebäude                                                          | Gevelsberg Am Wunderbau 11–17 Karte                                       | |                | 29. August 1995                       | 111             |
| Ehemaliges Verwaltungs- und Fabrikgebäude                                 | Ehemaliges Verwaltungs- und Fabrikgebäude                                 | Gevelsberg Bahnhofstraße 21 (heutige Hausnummer: 29) Karte                | ehem. Gebäude einer 1919 gegründeten und 1995 in Konkurs gegangenen Maschinenfabrik, 2006 zu Wohnhaus umgebaut                                                                                                | 1928           | 15. April 1997                        | 112             |

## Verschwundene Baudenkmäler
| Bild                                  | Bezeichnung                           | Lage                                     | Beschreibung | Bauzeit | Eingetragen seit  | Denkmal- nummer |
| ------------------------------------- | ------------------------------------- | ---------------------------------------- | --- | ------- | ----------------- | --------------- |
| Haustür und spätbarocke Treppenanlage | Haustür und spätbarocke Treppenanlage | Gevelsberg Haßlinghauser Straße 88 Karte | Das Gebäude Haßlinghauser Straße 88 existiert nicht mehr. Ob die unter Schutz gestellten Gebäudeteile eingelagert wurden, ist nicht bekannt. (01/2023) |         | 18. Mai 1987      | 76              |
| Grabplatte Hövel/Recke Bild gesucht   | Grabplatte Hövel/Recke Bild gesucht   | Gevelsberg Kampstr. 1 (Fundort) Karte    | Grabplatte nicht mehr auffindbar: 8. Febr. 2011 |         | 4. September 1991 | 106             |